# 부석중학교 (경북)
부석중학교(浮石中學校)는 대한민국 경상북도 영주시 부석면 소천리에 있는 공립 중학교이다.

## 학교 연혁
- 1954년 5월 17일 : 부석고등공민학교가 부석중학교로 설립 인가(3학급, 정원 15명)
- 1954년 5월 21일 : 초대 전상열 교장 취임
- 1954년 6월 17일 : 부석중학교 개교식 거행
- 1955년 3월 3일 : 제1회 졸업식 거행(졸업생 41명)
- 1967년 12월 28일 : 부석중학교 9학급으로 학급 증설 인가
- 1975년 4월 26일 : 영주부석고등학교 개교식 거행
- 1997년 12월 20일 : 학교급식실 신축
- 1998년 2월 10일 : 교지 창간호 "부석" 발간
- 2005년 10월 17일 : 글나루 도서관 개관
- 2008년 2월 29일 : 영주부석고등학교 폐교
- 2008년 11월 28일 : 과학실 현대화 사업
- 2011년 3월 2일 : 특수학급 1학급 인가 및 증설
- 2024년 1월 4일 : 제70회 8명 졸업(졸업생 수 7,881명)
- 2024년 3월 1일 : 신동학 교장 취임
- 2024년 3월 4일 : 신입생 4명(남 2명, 여 2명) 입학

## 참고 자료
- 부석중학교 - 한국교육학술정보원 학교알리미